# 党卫队中队领袖
党卫队中队领袖（德語：Staffelführer）是纳粹党的党卫队在成立之初设立的准军事职衔之一。党卫队中队领袖这一职衔可溯源至第一次世界大战时期，当时德意志帝國陸軍下属的德意志帝國空軍中的飞行中队的指挥官的职衔就是“中队领袖”。